# Civilization V
Sid Meier's Civilization V (también conocido como Civilization 5 o Civ5) es un videojuego de estrategia por turnos desarrollado por Firaxis Games y distribuido por 2K Games, y el quinto de la serie Civilization. Fue publicado en Estados Unidos el 21 de septiembre de 2010 y en Europa el 24 de septiembre del mismo año.

## Sistema de juego
Civilization V sigue teniendo la base de los antiguos Civilization; un colono y un guerrero que esperan fundar una ciudad. Como principal mejora se encuentra la novedosa disposición del "tablero" con hexágonos, ya que los creadores afirman que da más naturalidad al juego. Además con esta disposición el juego se complica pues en las entregas anteriores la unidad se podía mover en 8 direcciones, con los hexágonos solo en 6. Sin embargo, este cambio no es el único que daría un giro radical al juego (pues el nuevo director del proyecto Jon Shafer pretendía romper con los moldes de la serie Civilization); una de las nuevas características es que no se puede juntar a varias unidades en una misma casilla, de forma que no se puede atacar con una gran armada moviéndose a la vez. Además la creación de unidades se va a encarecer, de forma que se limitará la producción de tropas, asimismo se aumentará la importancia y el valor de cada unidad. Así habrá que desarrollar más la estrategia y recurrir menos a los conflictos bélicos, pues serán difíciles de costear y ganar.
Pero no todo son mejoras y nuevas adiciones, algunos elementos conocidos dejarán de existir en esta quinta entrega principal, siendo el más importante el de las religiones, un elemento que desaparece. El argumento es que su presencia en la cuarta parte no acaba de convencer en el conjunto de las mecánicas del juego, además de que es un factor que dificulta el aspecto diplomático por la gran complejidad que ese factor tiene en la historia de las civilizaciones.
Otro de los aspectos novedosos es una inteligencia artificial más «humana», por ejemplo, si el jugador empieza a acumular tropas en la frontera con otra civilización, esta hará notar que está molesta. Además la IA también puede engañar al jugador con una amistad, para más tarde traicionarle. 
Otras de las novedades son los lugares que se pueden encontrar en el tablero, ya avanzadas en Civilization Revolution para consolas;
| Pueblos y lugares    | Descripción y mejoras |
| -------------------- | --- |
| Ruinas Antiguas      | Las Ruinas antiguas son los restos de civilizaciones pasadas que surgieron y cayeron mucho antes de que la tuya apareciera en escena. Como en las entregas previas de Civilization, las ruinas conceden un beneficio especial a la primera civilización que entre en su casilla. Una casilla con Ruinas antiguas te puede conceder distintos beneficios: - Un antiguo tesoro que proporcione oro a tu civilización. - Un mapa del área circundante. - Mejoras de armas. La unidad que entre en la casilla se moderniza y convierte en una unidad más avanzada (por ejemplo, un Guerrero puede convertirse en un lancero). - Supervivientes de una antigua civilización, que se trasladarán a una de tus ciudades, lo que aumentará en 1 su Población. - Un aumento a tu Cultura, de una sola vez. - En los niveles de dificultad más fáciles, las ruinas pueden proporcionan también colonos y trabajadores. - Un avance tecnológico con sus respectivas mejoras. |
| Maravillas Naturales | Son formaciones naturales de carácter extraordinario. El mero hecho de descubrir uno de estos grandiosos parajes basta para aumentar en una pequeña cantidad la Felicidad de los habitantes de tu imperio. Aunque para beneficiarte de verdad de una Maravilla natural, deberás fundar una ciudad cerca de una. Cuando una ciudad explota una casilla con una de dichas maravillas, la casilla proporciona más Producción y Oro al imperio. Algunos ejemplos de maravillas naturales son el géiser Old Faithful o la Gran Barrera de Coral. Esta última es la única Maravilla natural lo bastante grande como para ocupar dos casillas y, como tal, proporciona un beneficio mayor al imperio que la descubra. La edición DLC añade también siete maravillas y cuatro maravillas naturales. |
| Bárbaros             | Los Bárbaros son bandas errantes de villanos que odian la civilización y todo lo que ella simboliza. Atacan tus unidades y ciudades y saquean tus mejoras. A medida que tu civilización crezca, los Bárbaros cada vez representarán una amenaza menor, pero al principio de la partida pueden llegar a ser un problema muy serio. Los Bárbaros salen de sus campamentos, que pueden aparecer en cualquier casilla neutral que no pueda ver una ciudad o unidad de una civilización. Cada pocos turnos, el campamento creará a otra unidad bárbara que se dirigirá hacia la civilización más próxima y empezará a causar problemas. La única manera de acabar con esto es encontrar el campamento y destruirlo. Los campamentos bárbaros pueden crear casi cualquier tipo de unidad del juego: desde Guerreros a Lanceros, pasando por unidades más avanzadas (de hecho, pueden crear las mismas unidades que la civilización más evolucionada). Si se reúnen bastantes, pueden llegar a tomar una ciudad mal defendida y la saquearán a conciencia. Por esta razón es tan importante barrer periódicamente la campiña que rodea tu civilización, para destruir los campamentos, antes de que sean peligrosos. Una civilización puede ganar una recompensa en oro por dispersar un Campamento bárbaro, además de conseguir que este deje de generar más unidades bárbaras. Los campamentos suelen estar protegidos con al menos una unidad fortificada, por lo que no son presa fácil. |
| Ciudades Estado      | Las ciudades-estado son las entidades políticas más pequeñas en Civilization V. No pueden ganar la partida (no compiten contra ti), pero pueden espolear o entorpecer en gran medida tus progresos hacia la victoria. Puedes ganarte la amistad de las ciudades-estado y conseguir varios beneficios importantes; puedes pasar de ellas y concentrarte en rivales más grandes e importantes; o puedes conquistarlas o someterlas colocando un gobernador títere. Para ponerte en contacto con una ciudad-estado, primero debes dar con ella. Cuando una de tus unidades se encuentre con una ciudad-estado, esta te dirá de qué tipo es (culta como por ejemplo Kuala Lumpur; marítima como por ejemplo Ciudad del Cabo; o militarista como por ejemplo Belgrado) y, seguramente, te regalará Oro. Una vez os hayáis conocido, es posible que de vez en cuando la ciudad-estado se ponga en contacto contigo para que realices una "misión" para ella. Por ejemplo, quizás esté plagada de Bárbaros o su pueblo quiera conocer Maravillas naturales, o puede que la esté atacando otra civilización y busque aliados. Completar misiones para las ciudades-estado es una manera de aumentar tu influencia sobre ellas. |
| Civilizaciones       | Por último, aunque no por ello son menos importantes, están las demás civilizaciones del mundo. Estas cuentan con líderes tan astutos y decididos como tú. Algunos son honrados y otros, mentirosos; unos son belicosos; otros, pacíficos; pero todos quieren ganar. Para conseguir la victoria, debes mostrarte hábil en tus tratos con los demás líderes. Puedes intercambiar Oro, recursos estratégicos y de lujo e incluso ciudades enteras con ellos. Puedes firmar Acuerdos de Investigación que te ayuden a avanzar con más rapidez (y a ellos también). Puedes pedirles ayuda en una guerra o que cancelen cualquier tipo de trato con un enemigo mutuo. Ahí fuera hay un mundo grande y difícil, y no durarás mucho si te pones a atacar a todos cuantos vayas conociendo. A veces, realmente es mucho mejor hablar que pelearse: al menos hasta que te den la espalda y estés preparado para lanzar el gran ataque. |

En general, todos los cambios tienen el objetivo último de realzar de una vez por todas el sistema de diplomacia, un quebradero de cabeza constante en toda la saga y que nunca ha sido resuelto de una manera que se pueda llamar "redonda", los nuevos sistemas y las mayores posibilidades de pacto deberían ayudar a realzar un elemento tan importante para los jugadores sin aspiraciones bélicas. El combate es muy diferente al de anteriores juegos, más cómodo de controlar y con más posibilidades tácticas y a la misma vez se han reforzado otros aspectos como la diplomacia, la construcción o el comercio, buscando un juego más equilibrado y que deje más posibilidades al jugador pacifista. Esto será muy importante de cara al modo multijugador.

### Civilizaciones y líderes
Existen 18 civilizaciones en la versión original de Civilization V. Cada civilización tiene un único líder (en Civilization IV algunas civilizaciones tenían varios líderes), una unidad especial, otra unidad especial o edificio especial y una habilidad especial. El jugador puede interactuar con los líderes de otras civilizaciones totalmente animados y que hablan en sus idiomas nativos. En total forman 43, junto a todos los DLC y las dos expansiones.
| Civilización              | Líder                 | Capital          | Unidad única                 | Unidad única 2  | Edificio único              | Habilidad especial                 |
| ------------------------- | --------------------- | ---------------- | ---------------------------- | --------------- | --------------------------- | ---------------------------------- |
| Alemania                  | Otto von Bismarck     | Berlín           | Lansquenete                  | Panzer          | Ninguno                     | Furor Teutónico                    |
| Arabia                    | Harun al-Rashid       | La Meca          | Arquero a Camello            | Ninguno         | Bazar                       | Caravanas Comerciales              |
| Aztecas                   | Moctezuma             | Tenochtitlán     | Guerrero Jaguar              | Ninguno         | Jardines Flotantes          | Sacrificio de Cautivos             |
| China                     | Wu Zetian             | Pekín            | Cho-ko-nu                    | Ninguno         | Papelero                    | El Arte de la Guerra               |
| Egipto                    | Ramsés II             | Tebas            | Carro de Guerra              | Ninguno         | Tumba                       | Constructores de Monumentos        |
| Estados Unidos de América | George Washington     | Washington D. C. | B17                          | Miliciano       | Ninguno                     | Destino Manifiesto                 |
| Francia                   | Napoleón              | París            | Legión Extranjera            | Mosquetero      | Ninguno                     | Antiguo Régimen                    |
| Grecia                    | Alejandro Magno       | Atenas           | Caballería de los Compañeros | Hoplita         | Ninguno                     | Liga Helénica                      |
| India                     | Mahatma Gandhi        | Delhi            | Elefante de Guerra           | Ninguno         | Fuerte Mogol                | Crecimiento Poblacional            |
| Inglaterra                | Isabel I              | Londres          | Saetero                      | Buque de Guerra | Ninguno                     | Imperio Donde Nunca se Pone el Sol |
| Iroqueses                 | Hiawatha              | Onondaga         | Guerrero Mohicano            | Ninguno         | Gran Casa                   | Senda de la Guerra                 |
| Japón                     | Oda Nobunaga          | Kioto            | Samurái                      | Zero            | Ninguno                     | Bushido                            |
| Persia                    | Darío I               | Persépolis       | Inmortales                   | Ninguno         | Corte del Sátrapa           | Legado de los Aqueménidas          |
| Roma                      | César Augusto         | Roma             | Balista                      | Legión          | Ninguno                     | Gloria de Roma                     |
| Rusia                     | Catalina              | Moscú            | Cosaco                       | Ninguno         | Krepost                     | Riquezas Siberianas                |
| Siam                      | Ramkhamhaeng          | Sukhothai        | Elefante de Naresuan         | Ninguno         | Wat                         | Hijos del Padre Estado             |
| Songhai                   | Askia                 | Gao              | Caballería Mandekalu         | Ninguno         | Mezquita Piramidal de Adobe | Caudillo de los ríos               |
| Turquía                   | Solimán, el Magnífico | Estambul         | Jenízaro                     | Cipayo          | Ninguno                     | Corsarios Bereberes                |

Además de las 18 civilizaciones encontradas en la edición estándar, hay 7 civilizaciones se pueden conseguir como contenido descargable (DLC). Mongolia bajo el mandato de Genghis Khan además de un mapa de la zona mongola y los territorios que conquistó durante la expansión, fue ofrecido gratuitamente desde el 25 de octubre de 2010. También fue anunciado para el mismo día la Babilonia de Nabucodonosor II así como un mapa de la zona mesopotámica en la Edad Antigua, un extra por el que se debía pagar para adquirirlo, pero también fue añadido a la edición Deluxe del juego. Para el 16 de diciembre se anunció un Doble pack de civilizaciones y escenarios con el Imperio Español de Isabel I de Castilla, y el Imperio Inca de Pachacútec, además de un mapa temático que sitúa al jugador en 1492, con el descubrimiento y posterior conquista del Nuevo Mundo, y la búsqueda de una nueva ruta hacia China. Más tarde se anunció también que saldría Corea con Sejong el Grande, Dinamarca con Harald Colmillo Azul y Polinesia con Kamehameha I, y sus respectivos escenarios.
| Civilización | Líder                | Capital    | Unidad única      | Unidad única 2                | Edificio especial     | Habilidad especial          |
| ------------ | -------------------- | ---------- | ----------------- | ----------------------------- | --------------------- | --------------------------- |
| Babilonia    | Nabucodonosor II     | Babilonia  | Saetero Babilonio | Ninguno                       | Murallas de Babilonia | Ingenio                     |
| Corea        | Sejong, el Grande    | Seúl       | Hwach'a           | Barco Tortuga                 | Ninguno               | Eruditos de la Sala de Jade |
| Dinamarca    | Harald Colmillo Azul | Copenhague | Berserk           | Infantería de Montaña Noruega | Ninguno               | Furia Vikinga               |
| España       | Isabel, la Católica  | Madrid     | Tercio            | Conquistador                  | Ninguna               | Siete Ciudades de Cíbola    |
| Incas        | Pachacútec           | Cuzco      | Hondero           | Ninguno                       | Terraza de Cultivo    | Gran Carretera Andina       |
| Mongolia     | Genghis Khan         | Karakorum  | Keshik            | Khan                          | Ninguno               | Terror Mongol               |
| Polinesia    | Kamehameha I         | Honolulú   | Guerrero Maorí    | Ninguna                       | Moai                  | Orientación                 |

## Desarrollo
Civilization V fue publicado en Estados Unidos el 21 de septiembre, y el 24 de septiembre de 2010 a nivel mundial. Además de la versión original se publicó una versión deluxe, que contiene un libro de 176 páginas, un making-of del videojuego, dos discos con la banda sonora, cinco figuras de metal con personajes del juego.

### Banda sonora
La banda sonora de Civilization V, si bien gran parte está compuesta especialmente para el juego por Geoff Knorr y Michael Curran, cuenta asimismo con un amplio reperterio de grandes compositores, como Antonin Dvorak, Edvard Grieg o Gabriel Fauré. 
Hecho significativo es que según donde pertenezca la civilización seleccionada (Extremo Oriente, Medio Oriente, Europa, Américas) la música cambia, así como también es distinta en periodos de paz que en los de guerra. La edición Deluxe contiene todas las melodías de cada civilización (sin contar las de los DLC y las expansiones) en sus facetas de paz y de guerra.

### Expansiones

#### Dioses y reyes
Civilization V: Dioses y Reyes es la primera expansión anunciada para este videojuego. Salió a la venta el 22 de junio de 2012. Entre sus novedades, destacan la inclusión de nueve civilizaciones nuevas, cada una con sus características propias, la introducción de la religión y el espionaje como nuevos conceptos para ampliar la jugabilidad, cambios en la diplomacía tanto con civilizaciones como con ciudades-estado, y la adición de nuevos edificios, recursos, tecnologías y unidades.

#### Cambia el mundo
Civilization V: Cambia el mundo es la segunda expansión para este videojuego. Fue lanzada el 9 de julio de 2013 en América del Norte y tres días después, el 12 de julio en el resto del mundo. Añade al juego 9 nuevas civilizaciones con sus respectivos líderes; 8 nuevas maravillas; dos nuevos escenarios (la Guerra de Secesión y el Reparto de África), un nuevo sistema de Rutas comerciales e ideologías; el Congreso Mundial que dará un empujón al aspecto diplomático del juego y una Victoria Cultural modificada y mejorada mediante la inclusión de Turismo, Arqueología, además de una nueva mecánica de creación de Obras Maestras.

## Recepción

### Crítica
Civilization V recibió críticas generalmente favorables, de acuerdo con el agregador de reseñas Metacritic, alcanzando una nota de 90/100.

### Premios
Fue ganador del premio al Mejor juego de estrategia en los premios BAFTA de 2011.